# McArthur Lake, Saskatchewan
McArthur Lake är en sjö i Kanada.   Den ligger i provinsen Saskatchewan, i den centrala delen av landet, 2 200 km nordväst om huvudstaden Ottawa. McArthur Lake ligger 328 meter över havet. Arean är 8,2 kvadratkilometer. Den sträcker sig 6,6 kilometer i nord-sydlig riktning, och 2,9 kilometer i öst-västlig riktning. I sjön finns ön Charbonneau Island. 
Trakten runt McArthur Lake är nära nog obefolkad, med mindre än två invånare per kvadratkilometer.